# Taieri Pet
Le Taieri Pet est un nuage lenticulaire de Nouvelle-Zélande qui se forme régulièrement au-dessus de la vallée de Strath Taieri (en) où s'écoule la Taieri, dans la région d'Otago, sur l'île du Sud. Sa formation est liée aux vents de foehn de nord-ouest passant au-dessus de la chaîne Rock and Pillar (en).

## Description
La chaîne Rock and Pillar (en), aux flancs sont abrupts et au sommet plat, est presque perpendiculaire à la direction du foehn, vent dominant venant ici du nord-ouest. Des nuages lenticulaires se forment lorsque de forts vents de nord-ouest y soufflent, créant une onde stationnaire. L'air se refroidit en s'élevant et la vapeur d'eau se condense pour former des nuages. La formation nuageuse de Taieri Pet peut parfois apparaître en couches et a été décrite comme un « immense empilement d'assiettes » dans le ciel. Ce nuage est fréquent près de Middlemarch, dans le Strath-Taieri, une vaste vallée glaciaire et un plateau fluvial à l'intérieur des terres d'Otago,,.

## Dénomination
Le nom de Taieri Pet est donné à la formation nuageuse dans les bulletins météorologiques des journaux d'Otago dès les années 1890,. Une publication suggère que ce nom lui est attribué parce que les habitants considèrent la formation nuageuse comme leur animal de compagnie, car ne se trouvant que dans leur région.

## Dans la culture
Le Taieri Pet est le nom donné à un bulletin d'information local publié par la branche de Middlemarch du Rural Women New Zealand pendant près de quarante ans à partir de 1982 ; la dernière édition est publiée en juin 2021.

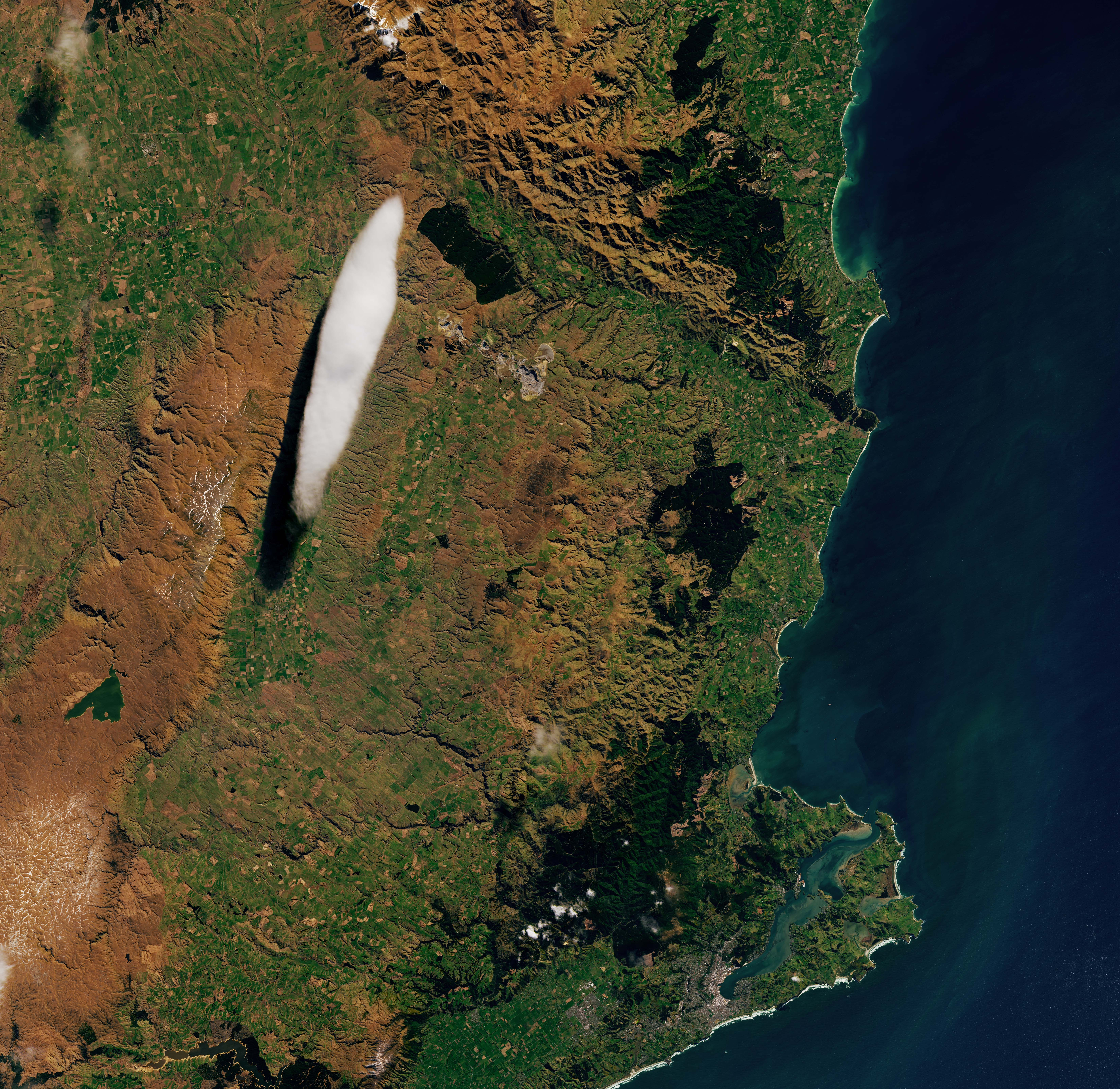
Image satellite Landsat 8 de Taieri Pet.
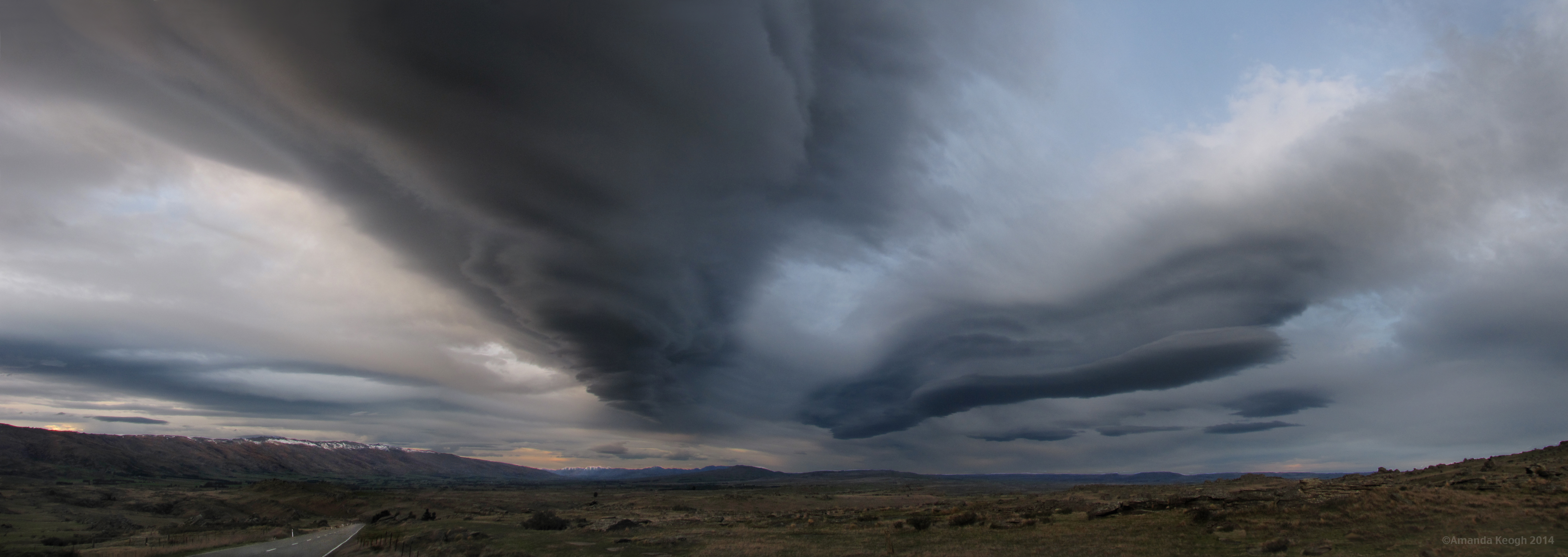
Vue panoramique sous le Taieri Pet.